# 1214

## Esdeveniments
- Participació en l'assemblea de Pau i Treva de Viles i ciutats lliures.
- Genguis Kan conquereix Pequín

## Naixements
- 25 d'abril, París, Regne de França: Lluís IX de França, rei de França (m. 1270).[1]
- Roger Bacon, filòsof anglès

## Necrològiques
- 4 de desembre - Stirling, Escòcia: Guillem I, el Lleó, rei d'Escòcia de 1165 a 1214 (n. 1143).[2]